# رودولفو أفيلا
رودولفو أفيلا هو مهندس صيني، ولد في 19 فبراير 1987 في لشبونة في البرتغال.

## وصلات خارجية
- رودولفو أفيلا على موقع DriverDB.com (الإنجليزية)